# Marco Martínez
Marco Martínez (nacido el 30 de julio de 1984 en Madrid, España) es un actor español.

## Biografía
Marco Martínez nació en Madrid el 30 de junio de 1984 en el seno de una familia dedicada a la hostelería. Al no sentirse a gusto estudiando, decidió en 1998 cursar Arte Dramático en una escuela de Madrid.
En 2002 inicia su carrera en televisión en un capítulo de Hospital Central. Al año siguiente obtiene un papel fijo en la serie El pantano, donde encarna a Migue, un adolescente que padece una enfermedad pulmonar. A pesar de dejarse de emitir al poco tiempo la serie por bajos índices de audiencia, Marco Martínez al año siguiente superó el casting de un largometraje, Planta 4ª, donde interpreta a Francis, un adolescente que padece cáncer y que comparte travesuras en el hospital con sus amigos Miguel Ángel (Juan José Ballesta), Izan (Luis Ángel Priego) y Dani (Gorka Moreno).
Por esos años Marco Martínez da sus pasos en el teatro con obras como El Tartufo o Bragas y Gallumbos, avanzando su carrera cinematográfica con dos títulos: Princesas, en la que interpreta a un adolescente cuyos amigos contratan los servicios de una prostituta mientras convalece en un hospital, y El Calentito, donde se pone en la piel de Nacho, un adolescente ultraderechista que desaprueba la conducta de su hermana mayor, Sara (Verónica Sánchez), quien  se desprende de la autoridad materna para imbuirse en la movida madrileña en pleno 23F. En televisión rueda varios capítulos de la serie La sopa boba.
A finales de 2005 se unió al elenco de Amar en tiempos revueltos, haciéndose cargo del papel de Ángel, interpretado en su niñez por Daniel Retuerta. Ángel era un chaval de barrio pobre, educado por su abuelo Germán (Javier Páez), un anarquista que desaprobaba la carrera religiosa de su nieto –quien veía en el sacerdocio un porvenir para salir de la miseria y ayudar al prójimo-; quien durante su entierro canta en su honor La Internacional para disgusto de su mentor, el Padre José Enrique (Enrique Cazorla). Objeto del deseo de su mejor amigo, el heredero de una fábrica de mármoles, Alfonso Robles (Jaime Menéndez). El personaje le exige al actor estudiar el padre nuestro y documentarse sobre la labor de algunas curas obreros como el Padre Llanos. En la segunda temporada el actor cobra mayor protagonismo, cuando saca adelante una escuela parroquial atendida por tres mujeres (Inés, Luisa y Sole, interpretadas respectivamente por Carolina Bona, Elena Seguí y Ana Villa) y Alfonso es asesinado por ir en contra del régimen. Al enamorarse de Sole, Ángel duda de su vocación religiosa.
El rodaje diario de la serie, a pesar de impedirle rodar Agitación + IVA, lo compaginó con la filmación de la película Nueve citas, y el trabajo diario en un bar del que es propietario.

## Largometrajes
| Año  | Largometraje | Director                | Personaje   |
| ---- | ------------ | ----------------------- | ----------- |
| 2003 | Planta 4ª    | Antonio Mercero         | Francis     |
| 2005 | El Calentito | Chus Gutiérrez          | Nacho       |
| 2005 | Princesas    | Fernando León de Aranoa | Adolescente |
| 2007 | Nueve citas  |                         |             |

## Televisión
| Año     | Serie                     | Temporada.Capítulo | Personaje |
| ------- | ------------------------- | ------------------ | --------- |
| 2002    | Hospital Central          | 3.10               |           |
| 2003    | El pantano                | Fijo               | Miguel    |
| 2005    | La sopa boba              |                    | Rubén     |
| 2005/10 | Amar en tiempos revueltos | Fijo               | Ángel     |